# 林久翔 (政治人物)
林久翔（1963年9月29日—），中華民國政治人物，中國國民黨籍，前任苗栗縣副縣長。曾任臺灣省議會議員、臺灣省諮議會議員、中國國民黨中央委員 。由於主要競爭對手立委徐耀昌因圖利罪被判刑，因此林久翔原先被視為國民黨下屆苗栗縣長選舉的接班人選。 但在4月29日公布的縣長初選民調中，林久翔34.7%的支持率，負於徐耀昌的65.3%，未能勝出。

## 家世
其祖父為前苗栗縣長林為恭，父為前省議員、為恭紀念醫院董事長林佾廷。
表叔為吳伯雄、表弟為前任桃園縣長吳志揚、台北市議員吳志剛

## 外部連結
- 林久翔的Facebook專頁